# Estádio Municipal Antonio Viana da Silva
Estádio Engenho Grande – stadion piłkarski w Assis, w stanie São Paulo, w Brazylii, na którym swoje mecze rozgrywa klub Clube Atlético Assisense.